# Rivasjan
Rivasjan (persiska: Rīvāsījān, ریواسیجان) är en ort i Iran.   Den ligger i provinsen Hamadan, i den nordvästra delen av landet, 300 km väster om huvudstaden Teheran. Rivasjan ligger 1 843 meter över havet och antalet invånare är 291.
Terrängen runt Rivasjan är varierad.Runt Rivasjan är det ganska tätbefolkat, med 86 invånare per kvadratkilometer. Närmaste större samhälle är Tūyserkān, 3,5 km söder om Rivasjan. Trakten runt Rivasjan består i huvudsak av gräsmarker.